# 더 루미니어스
더 루미니어스(The Lumineers)는 미국의 포크 밴드이다. 미국 콜로라도주 덴버 출신이며 웨슬리 슐츠와 제레마이어 프레이츠가 결성했다. 웨슬리는 제레마이어의 형제인 조쉬와 절친한 친구사이였지만, 2002년 조쉬는 약물 과남용으로 죽고 말았다. 이후 조쉬의 죽음을 극복하기 위해 두 사람은 함께 작곡과 공연을 하기 시작했다. 2010년 크레이그리스트에 올라온 게시물을 본 네일라 페카렉이 밴드에 합류했다.
2012년 싱글 "Ho Hey"가 히트하면서 전세계적으로 이름을 알렸다. 2012년 4월 3일 데뷔 앨범 The Lumineers 가 발매되어 빌보드 200 차트 2위까지 올랐다. 2013년 12월 앨범은 미국과 아일랜드에서 플래티넘 인증을, 영국, 오스트레일리아, 캐나다에서는 골드 인증을 받았다.

## 음반 목록
- The Lumineers (2012)
- Cleopatra (2016)
- III (2019)